# Monstranz (St. Margareta, Düsseldorf-Gerresheim)

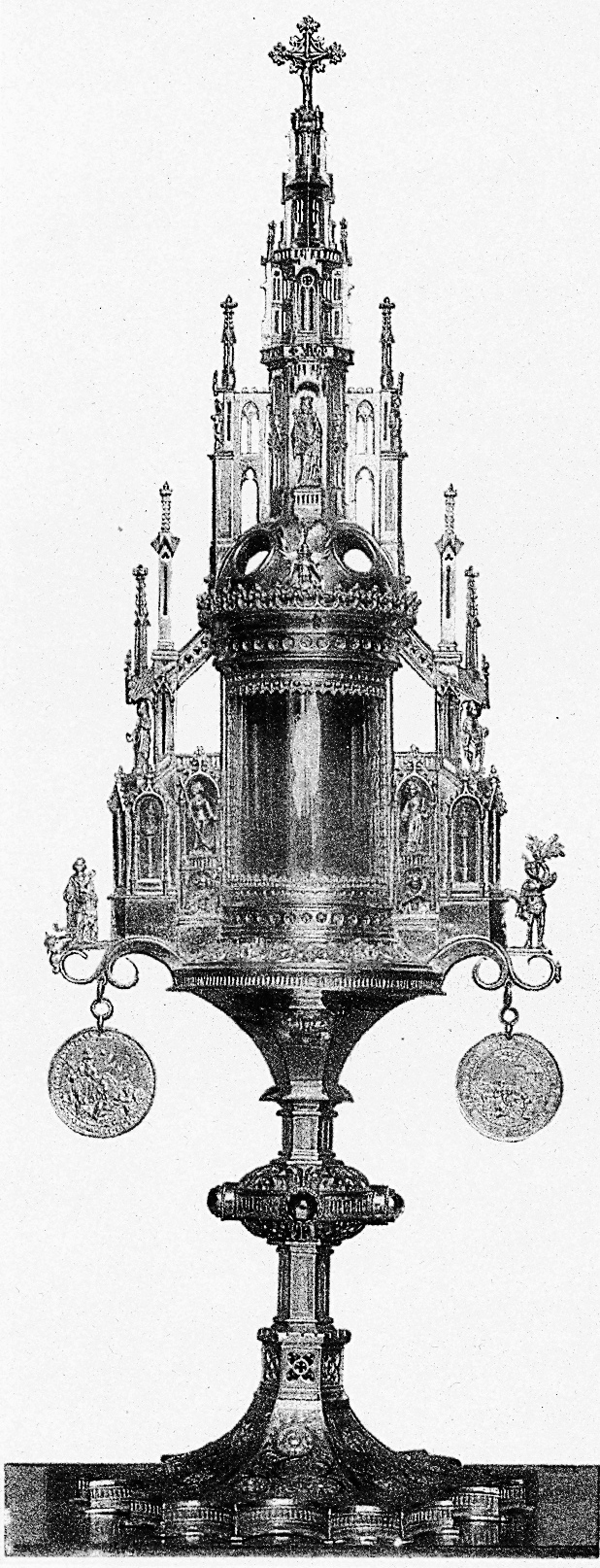
Rheinische Turmmonstranz in St. Margareta

Die Monstranz der Kirche St. Margareta in Düsseldorf-Gerresheim ist eine 72 cm hohe rheinische Turmmonstranz und wurde Ende des 14. Jahrhunderts geschaffen. Sie besteht aus vergoldetem Silber. Das Zentrum der Monstranz bildet ein mittlerer Glaszylinder, flankiert seitlich von einem doppelten Strebesystem. Das Strebewerk ist mit verschiedenen Heiligenfiguren geschmückt. Links sind es die Heiligen S. Hippolytus, S. Katharina und S. Agnes, rechts die Heiligen S. Laurentius, S. Agnes und S. Sebastian. Ein kuppelartiger Baldachin ruht auf dem gläsernen Zylinder, geschmückt mit zwei Engelsfiguren mit Passionsinstrumenten. Ein dreiteiliger Aufsatz krönt das Ensemble und ist selbst im Unterstock mit einer Marienfigur und der Figur des S. Hippolytus geschmückt. Gekrönt wird die Monstranz von einem Kruzifix. Stilistisch ist sie mit der Ratinger Monstranz verwandt, die demselben Meister Cois Eleia (?) zugeschrieben wird. Paul Clemen beschreibt in Die Kunstdenkmäler der Stadt und des Kreises Düsseldorf das Kunstwerk.

„Jedes Blatt des sechsteiligen Fusses ist dreifach ausgeschweift und mit Ranken bedeckt, indem der Grund leicht ausgestochen und graviert ist, jedes Feld mit drei Silberrosetten besetzt. Der sechsseitige Aufsatz ist durchbrochen. Um den Knauf, der vier Pasten mit Steine trägt, läuft die Inschrift: COIS ELEIA ME FECIT. Der mittlere Glascylinder erhebt sich auf einem in Gestalt eines flachen Kegels aufsteigenden Untersatz, der mit Rankenwerk besetzt ist und in vier Medaillons die silbernen Köpfe von weilbich gekrönten Heiligen enthält. Zur Seite des Glascylinders ein doppeltes Strebesystem, mit den zierlichsten Heiligenfigürchen geschmückt links S. Hippolytus, S. Katharina und S. Agnes, rechts S. Laurentius, S. Agnes und S. Sebastian. Unter den inneren Figuren je die Halbfiur eines Jünglings mit Spruchband. An dem Kuppelbaldachin befinden sich zwei Engelsfiguren mit den Passionsinstrumenten, an dem dreiteiligen Aufsatz selbst im Unterstock die Madonna und S. Hippolytus, die Krönung des ganzen bildet ein Kruzifixus. Die Monstranz ist mit wunderbarer Feinheit und Präzision gearbeit und steht zumal in den figürlichen Darstellungen, dann aber in der eigentümlichen Ornamentik des Fusses der von dem gleichen Meister gefertigten Ratinger Monstranz sehr nahe.“